# Kanton La Grave
Der Kanton La Grave war bis 2015 ein französischer Kanton im Arrondissement Briançon im Département Hautes-Alpes der Region Provence-Alpes-Côte d’Azur in Frankreich. Er wurde mit Dekret 2014-193 vom 20. Februar 2014, das erst im März 2015 wirksam wurde, aufgelöst und die beiden betroffenen Gemeinden La Grave und Villar-d’Arêne dem Kanton Briançon-1 zugeteilt.